# Jürgen Storbeck

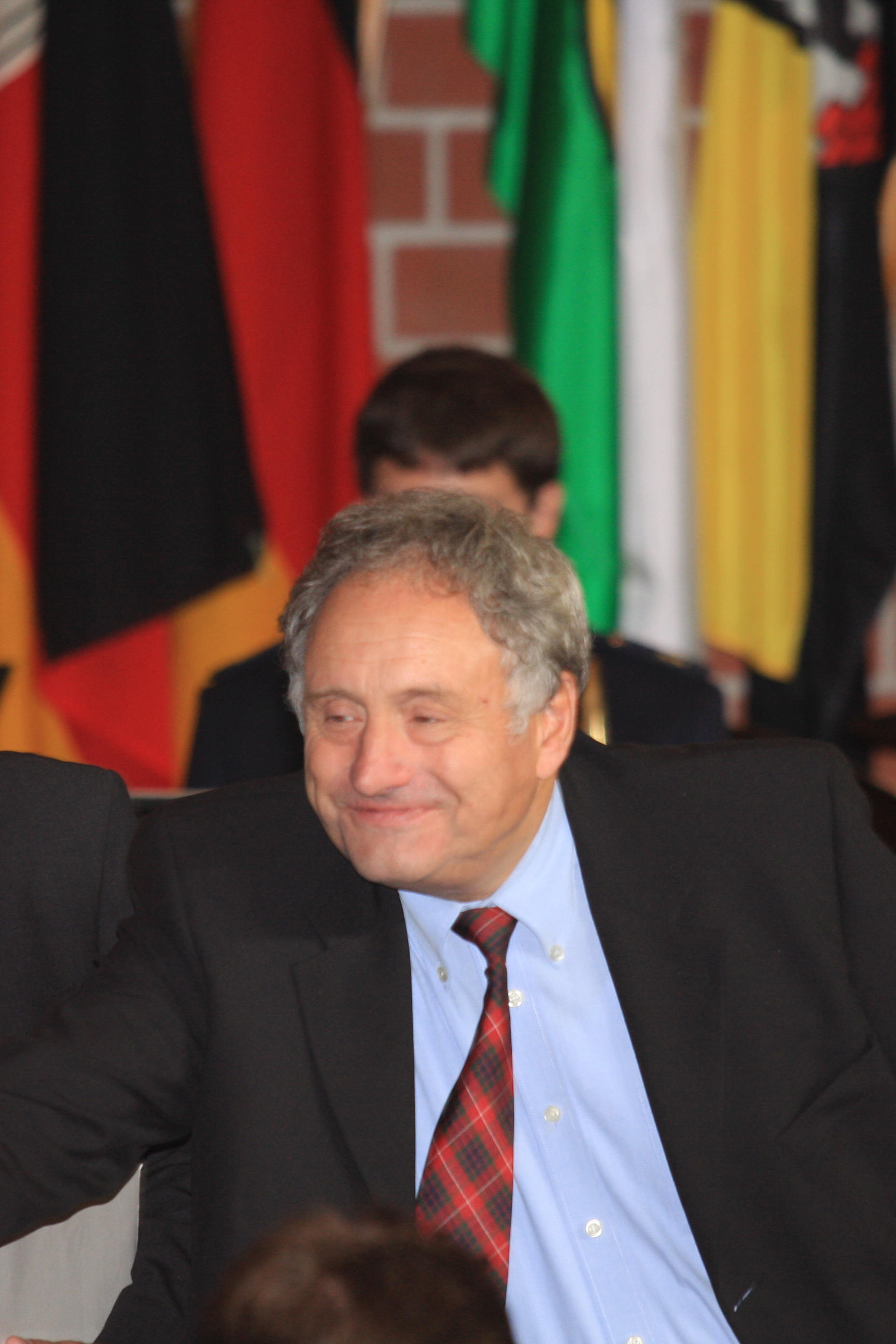
Jürgen Storbeck (2011)

Jürgen Storbeck (* 1946 in Flensburg) ist ein deutscher Jurist und ehemaliger Direktor von Europol.

## Leben
Storbeck studierte nach dem Abitur Jura in Bonn, Tübingen und München. Nach Bestehen der Zweiten Staatsprüfung im Jahre 1977 wurde er Kriminalrat im höheren Dienst des Bundeskriminalamtes in Wiesbaden. 1983 übernahm er die Leitung des Referates Internationale Rechtshilfe und Fahndung. 1990 wurde er Mitglied im Aufbaustabes des Bundesministeriums des Innern, in dem er für die Reorganisation der ehemaligen Kriminalpolizei in der Deutschen Volkspolizei verantwortlich war. Ab 1991 war Storbeck Leiter des Nationalen Zentralbüros von Interpol, das Teil des Bundeskriminalamtes ist. 
1992 ging Storbeck nach Den Haag, um die neu entstehende europäische Polizeiorganisation Europol aufzubauen. Bis 2004 war er deren erster Leiter und wurde von Max-Peter Ratzel abgelöst. Nach seiner Rückkehr aus Den Haag wurde er Koordinator des Bundesinnenministeriums für polizeiliche Zusammenarbeit mit den Golfstaaten, bevor er von 2006 bis 2011 als Abteilungsleiter Polizei im Innenministerium Brandenburg arbeitete.

## Ehrungen
- 2004: Verdienstkreuz 1. Klasse der Bundesrepublik Deutschland